# 畜生塚 (絵画)
畜生塚(ちくしょうづか)は、甲斐荘楠音が1915年(大正4年)頃から描き始め、未完に終わったとされる屏風絵。京都国立近代美術館蔵。
画題となっている畜生塚とは、京都市中京区石屋町の瑞泉寺境内にある塚のことであり、豊臣秀吉によって切腹に追い込まれた秀次の愛妾たちの処刑直前の様子を描いている。
1987年(昭和62年)にセゾン美術館で開催された「甲斐庄楠音遺作展」での展示にあたって、方丈堂出版美術修復事業部によって修復が行われている。